# Nathan Healey
Pour les articles homonymes, voir Healey.
Nathan Healey est un joueur de tennis australien, professionnel de 1998 à 2010.

## Palmarès

### Titres en double (3)
| No | Date       | Nom et lieu du tournoi      | Catégorie   | Dotation  | Surface      | Partenaire       | Finalistes                        | Score         |          |
| -- | ---------- | --------------------------- | ----------- | --------- | ------------ | ---------------- | --------------------------------- | ------------- | -------- |
| 1  | 23-07-2001 | Idea Prokom Open Sopot      | Int' Series | 375 000 $ | Terre (ext.) | Paul Hanley      | Irakli Labadze Attila Savolt      | 7-610, 6-2    | Parcours |
| 2  | 06-01-2003 | Adidas International Sydney | Int' Series | 322 000 $ | Dur (ext.)   | Paul Hanley      | Mahesh Bhupathi Joshua Eagle      | 7-63, 6-4     | Parcours |
| 3  | 12-09-2005 | China Open Pékin            | Int' Series | 475 000 $ | Dur (ext.)   | Justin Gimelstob | Dmitri Toursounov Mikhail Youzhny | 4-6, 6-3, 6-2 | Parcours |

### Finales en double (3)
| No | Date       | Nom et lieu du tournoi                               | Catégorie   | Dotation  | Surface      | Vainqueurs                   | Partenaire    | Score           |          |
| -- | ---------- | ---------------------------------------------------- | ----------- | --------- | ------------ | ---------------------------- | ------------- | --------------- | -------- |
| 1  | 01-10-2001 | AIG Japan Open Tennis Championships Tokyo            | Series Gold | 700 000 $ | Dur (ext.)   | Rick Leach David Macpherson  | Paul Hanley   | 1-6, 7-66, 7-64 | Parcours |
| 2  | 22-07-2002 | Idea Prokom Open Sopot                               | Int' Series | 356 000 $ | Terre (ext.) | František Čermák Leoš Friedl | Jeff Coetzee  | 7-5, 7-5        | Parcours |
| 3  | 09-07-2007 | Campbell’s Hall of Fame Tennis Championships Newport | Int' Series | 391 000 $ | Gazon (ext.) | Jordan Kerr Jim Thomas       | Igor Kunitsyn | 6-3, 7-5        | Parcours |

## Parcours enGrand Chelem

### En simple
| Année | Open d'Australie | Open d'Australie  | Roland-Garros | Roland-Garros | Wimbledon | Wimbledon | US Open | US Open |
| ----- | ---------------- | ----------------- | ------------- | ------------- | --------- | --------- | ------- | ------- |
| 2005  | 2e tour          | Jürgen Melzer     | 1er tour      | Mario Ančić   | -         | -         | -       | -       |
| 2006  | 3e tour          | Nikolay Davydenko | -             | -             | -         | -         | -       | -       |

### En double
| Année | Open d'Australie        | Open d'Australie                   | Roland-Garros        | Roland-Garros                  | Wimbledon             | Wimbledon                | US Open              | US Open                      |
| ----- | ----------------------- | ---------------------------------- | -------------------- | ------------------------------ | --------------------- | ------------------------ | -------------------- | ---------------------------- |
| 1999  | 1er tour Paul Hanley    | Eric Taino Jack Waite              | -                    | -                              | -                     | -                        | -                    | -                            |
| 2000  | 2e tour Paul Hanley     | Martin Damm Max Mirnyi             | -                    | -                              | -                     | -                        | 2e tour Paul Hanley  | Jeff Coetzee Brent Haygarth  |
| 2001  | 2e tour Paul Hanley     | Wayne Ferreira Ievgueni Kafelnikov | -                    | -                              | -                     | -                        | 1er tour Paul Hanley | Wayne Arthurs Michael Hill   |
| 2002  | 1er tour Paul Hanley    | Julien Boutter Arnaud Clément      | 1er tour Ben Ellwood | Michaël Llodra Fabrice Santoro | 1er tour Ben Ellwood  | Bob Bryan Mike Bryan     | 3e tour Jordan Kerr  | Jiří Novák Radek Štěpánek    |
| 2003  | 2e tour Jordan Kerr     | Jeff Coetzee Chris Haggard         | 1er tour Jordan Kerr | Arnaud Clément Nicolas Escudé  | 1er tour David Škoch  | Jonathan Erlich Andy Ram | 2e tour Jordan Kerr  | Chris Haggard Donald Johnson |
| 2004  | 1er tour Stephen Huss   | Julian Knowle Michael Kohlmann     | -                    | -                              | 1er tour Rik De Voest | Rick Leach Brian MacPhie | -                    | -                            |
| 2005  | 1er tour Chris Guccione | Mahesh Bhupathi Todd Woodbridge    | -                    | -                              | -                     | -                        | -                    | -                            |
| 2006  | 1er tour Chris Guccione | Jeff Coetzee Rogier Wassen         | 1er tour Jim Thomas  | František Čermák Leoš Friedl   | -                     | -                        | -                    | -                            |
| 2007  | 2e tour Robert Smeets   | Martin Damm Leander Paes           | -                    | -                              | -                     | -                        | -                    | -                            |

Sous le résultat, la partenaire; à droite, l'ultime équipe adverse

### En double mixte
| Année | Open d'Australie | Open d'Australie | Roland-Garros | Roland-Garros | Wimbledon | Wimbledon | US Open                      | US Open                 |
| 2002  |                  |                  |               |               |           |           | 2e tour (1/8) Abigail Spears | Lisa Raymond Mike Bryan |

Sous le résultat, la partenaire ; à droite, l'ultime équipe adverse.